# Enmebaragesi
Enmebaragesi, Mebarasi – według Sumeryjskiej listy królów dwudziesty drugi, przedostatni władca należący do I dynastii z Kisz. Dotyczący go fragment brzmi następująco:
„Enmebaragesi, który podporządkował (sobie) kraj Elam, został królem i panował przez 900 lat”.
O władcy tym wspomina również inskrypcja z Tummal:
„Enmebaragesi (z Kisz) zbudował (w Nippur) Irinanam, świątynię boga Enlila”.
W trakcie wykopalisk archeologicznych w Nippur odkryto fragmenty dwóch kamiennych naczyń noszących krótką inskrypcję „Mebarasi, król Kisz”. Zdaniem uczonych imię Mebarasi jest wariantem imienia (En)mebara(ge)si i chodzi tu o tę samą osobę. Inskrypcje te, datowane na ok. 2600 r. p.n.e., są najstarszymi znanymi sumeryjskimi inskrypcjami królewskimi.
Imię Enmebaragesi nosi również starsza siostra Gilgamesza wspomniana w sumeryjskim eposie Gilgamesz i Huwawa.